# Hieroteu, o Tesmóteta
Hieroteu, o Thesmothete (em grego:  θεσμοθέτης Ἱερόθεος) é o primeiro chefe e bispo de renome dos atenienses cristãos. O título thesmothete significa governante, ou arconte júnior, de Atenas (literalmente "criador de regras").

## Biografia
Pouco se sabe sobre Hieroteu (Ἰερόθεος "santificado por Deus"); A tradição da igreja sustenta que ele era um dos homens instruídos da cidade de Atenas. Ele foi instruído no Cristianismo pelo apóstolo Paulo, que o batizou e ordenou por volta do ano 53. Hieroteu frequentemente visitava e instruía São Dionísio, o Areopagita. Há discordância sobre se Hieroteu  era realmente um padre ou bispo; algumas tradições descrevem Dionísio como o primeiro bispo de Atenas. O neoplatonista do século V, Pseudo-Dionísio, falou de Hieroteu. No entanto, o pseudo-Dionísio adotou o Dionísio anterior como um pseudônimo e artifício literário e, portanto, ele não conhecia o Hieroteu original e a descrição de Hieroteu e suas obras que o pseudo-Dionísio fornecido era puramente ficcional ou um tributo velado a um contemporâneo do século V de pseudo-Dionísio. Assim, havia um Hieroteu e também um Pseudo-Hieroteu.
Segundo Pseudo-Dionísio  Sobre os Nomes Divinos, 3,2), Hieroteu era um hinógrafo talentoso:
"Ele foi totalmente transportado, totalmente fora de si e estava tão profundamente absorvido em comunhão com as coisas sagradas que celebrava na hinologia que, para todos que o ouviram e o viram e o conheciam, e ainda o conheciam, ele parecia inspirado. Deus, um hinógrafo divino."

## Hieroteu e a Dormição da Theotokos
Hieroteu esteve presente durante a dormição da Theotokos (Maria, a Mãe de Deus), e ele ficou no meio dos apóstolos e os confortou com cânticos e hinos espirituais que ele cantou acompanhados de instrumentos musicais.